# Sylvia Fisher
Sylvia Gwendoline Victoria Fisher (South Melbourne, 18 aprile 1910 – Toorak, 25 agosto 1996) è stata un soprano australiano naturalizzato inglese, nominata nel 1994 membro dell'Ordine dell'Australia «per il servizio alle arti, in particolare all'opera».

## Biografia
Sylvia Fisher nacque in un ospedale privato di South Melbourne da John e da Margaret Maria Frawley. Cominciò a studiare pianoforte all'età di nove anni e successivamente conseguì il diploma al Melba Memorial Conservatorium di Albert Street per canto e produzione vocale. In seguito perfezionò i suoi studi di canto con Adolf Spivakovsky, maestro di origine ebreo-russa ma trapiantato in Australia alcuni anni prima dell'avvento del nazismo, e lavorò con lui per molti anni. A lui la cantante ebbe modo più tardi di attribuire il merito del suo successo.
Il suo debutto in pubblico risale al 1932, ancora prima del diploma, al Comedy Theatre di Melbourne, nel Cadmus et Hermione di Lully in occasione delle celebrazioni del terzo centenario dalla nascita di quest'ultimo. Non calcò più il palcoscenico in Australia ma divenne famosa come concertista, includendo nel suo repertorio molte arie d'opera e opere complete, in particolare nel ruolo principale dell'Aida di Verdi, nel ruolo di Donna Anna (Don Giovanni di Mozart) e di Ortrud (Lohengrin di Wagner). Si affermò anche come raffinata cantante di lieder e oratori.
Proprio grazie a quest'ultima attività, nel 1947 venne chiamata in Inghilterra per esibirsi in alcuni recital di lieder nelle trasmissioni della BBC. Nel contempo inviò una lettera di presentazione a Sir David Webster, amministratore della Royal Opera House, ma non riuscì a entrare a far parte della compagnia residente del Covent Garden se non dopo un anno e dopo ben cinque audizioni. Tuttavia, a partire dal suo primo vero debutto da professionista, nel ruolo di Leonore nel Fidelio di Beethoven (9 dicembre 1948 sotto la direzione del maestro Friedrich Schramm),  cominciò a guadagnare popolarità fino a diventare in poco tempo il principale soprano drammatico della compagnia. Nel 1949 ottenne una favorevole accoglienza come Contessa d'Almaviva ne Le nozze di Figaro e come Elsa in Lohengrin, ma la consacrazione arrivò con il grande successo in un ruolo in cui da allora in poi venne identificata, quello della Marescialla ne Il cavaliere della rosa di Richard Strauss.
In seguito interpretò altri ruoli wagneriani, nei quali sarebbe diventata particolarmente famosa: l'interpretazione di Sieglinde ne La Valchiria fu il motivo dell'invito ad apparire come artista ospite nella stagione internazionale dell'Opera di Roma, dove si esibì nel marzo 1952 cantando in numerose repliche. A Londra, con uguale successo, cantò i ruoli di Senta ne L'olandese Volante, di Gutrune ne Il crepuscolo degli dei e di Isotta nel grande revival al Covent Garden di Tristano e Isotta.
Nel marzo 1954, Sylvia Fisher sposò Ubaldo Gardini, un violinista italiano che aveva conosciuto come coach di lingua italiana per i cantanti d'opera. Il loro matrimonio si sarebbe poi concluso con un divorzio nel 1981.
Nel 1956 interpretò Kostelnicka nella nuova produzione della Jenůfa di Janáček, un ruolo che cantò con successo per oltre 20 anni. Nel 1958, in seguito a una disputa con il regista Rafael Kubelík, la Fisher lasciò il Covent Garden; ritornò in Australia, si esibì negli Stati Uniti, poi fu nuovamente in Inghilterra dove lavorò per la Sadler's Wells Opera Company, la "concorrente" del Covent Garden, dal 1962 al 1973.
Negli anni della maturità si esibì anche come solista con numerose orchestre e in festival musicali, sotto la guida di celebri direttori d'orchestra come Sir Thomas Beecham, Sir John Barbirolli, Sir Malcolm Sargent. Nel 1971, alla TV inglese, ha ideato e ricoperto il ruolo di Miss Wingrave nell'opera Owen Wingrave, scritta e diretta da Benjamin Britten. La registrazione originale è disponibile su compact disc e DVD.

## Repertorio
| Ruolo                        | Titolo                       | Autore    |
| ---------------------------- | ---------------------------- | --------- |
| Leonora                      | Fidelio                      | Beethoven |
| Margherita                   | La damnation de Faust        | Berlioz   |
| Ellen Orford                 | Peter Grimes                 | Britten   |
| Coro femminile               | The Rape of Lucretia         | Britten   |
| Lady Billows                 | Albert Herring               | Britten   |
| Elisabetta I                 | Gloriana                     | Britten   |
| Mrs. Grose                   | Il giro di vite              | Britten   |
| Miss Wingrave                | Owen Wingrave                | Britten   |
| Clitennestra                 | Ifigenia in Aulide           | Gluck     |
| Ursula                       | Mathis der Maler             | Hindemith |
| Kostelnička                  | Jenůfa                       | Janáček   |
| Kabaniča                     | Káťa Kabanová                | Janáček   |
| Hermione                     | Cadmus et Hermione           | Lully     |
| Contessa d'Almaviva          | Le nozze di Figaro           | Mozart    |
| Donna Anna                   | Don Giovanni                 | Mozart    |
| Prima Dama                   | Il flauto magico             | Mozart    |
| La Strega di Endor           | Saul e David                 | Nielsen   |
| Madame Lidoine               | I dialoghi delle Carmelitane | Poulenc   |
| La zia principessa           | Suor Angelica                | Puccini   |
| Turandot                     | Turandot                     | Puccini   |
| Clitennestra                 | Elettra                      | Strauss   |
| La Marescialla               | Il cavaliere della rosa      | Strauss   |
| Aida                         | Aida                         | Verdi     |
| Senta                        | L'olandese volante           | Wagner    |
| Elisabeth                    | Tannhäuser                   | Wagner    |
| Elsa di Brabante Ortrud      | Lohengrin                    | Wagner    |
| Brunilde Sieglinde           | La Valchiria                 | Wagner    |
| Isotta                       | Tristano e Isotta            | Wagner    |
| Brunilde                     | Sigfrido                     | Wagner    |
| Brunilde Gutrune Terza Norna | Il crepuscolo degli dei      | Wagner    |
| Agata                        | Il franco cacciatore         | Weber     |